# Hesperiinae
Travni skakači ili trakasti skakači su leptiri podfamilije Hesperiinae, dela porodice Hesperiidae. Ovu podfamiliju je uspostavio Pjer Latrej 1809. godine.

## Literatura
- Kristensen, Niels P. (1999). Lepidoptera, moths, and butterflies. 4. Berlin: De Gruyter. стр. 274. ISBN 9783110157048.
- Scott, James A. (1986). The Butterflies of North America A Natural History and Field Guide. Stanford University Press. стр. 424-425. ISBN 0-8047-2013-4.
- Minno, Marc C. (1994). Immature stages of the skipper butterflies (Lepidoptera: hesperiidae) of the United States : biology, morphology, and descriptions (PhD). University of Florida. стр. 18. Архивирано из оригинала 16. 12. 2023. г. Приступљено 2018-09-11.
- Beyer, Loni Jean (2009). Oviposition Selection by a Rare Grass Skipper, Polites mardon, in Montane Habitats: Advancing Ecological Understanding for Developing Conservation Strategies (PDF) (PhD). Washington State University Vancouver. стр. 40—41. Приступљено 2018-09-16.
- Kitching, R.L.; Scheermeyer, E.; Jones, R.E.; Pierce, N.E., ур. (1999). Biology of Australian Butterflies. Collingwood, Victoria, Australia: CSIRO Publishing. стр. 71. ISBN 0-6430-5027-2.
- Boggs, Carol L.; Watt, Ward B.; Ehrlich, Paul R., ур. (2003). Butterflies Ecology and Evolution Taking Flight. Chicago and London: The University of Chicago Press. стр. 480. ISBN 0-226-06317-8.
- Kükenthal, Willy (1999).  Schmidt-Rhaesa, Andreas; Kristensen, Niels P., ур. VOLUME 1: EVOLUTION, SYSTEMATICS, AND BIOGEOGRAPHY. Berlin and New York: Walter de Gruyter. стр. 274. ISBN 9-783-11015-704-8.
- Brock, Jim P.; Kaufman, Kenn (2003). Kaufman Focus Guides Butterflies of North America. New York: Houghton Mifflin Company. стр. 302. ISBN 0618254005.

## Spoljašnje veze
- Markku Savela's Lepidoptera and some other life forms: Preliminary species list. Version of 6 April 2007. Retrieved 28 May 2007.
- Reference photographs: Skippers of North America   Cirrus Digital Imaging
- TOL
- RMCA Архивирано на веб-сајту  (11. фебруар 2012) Images of types.
- Flickr